# U 15 (U-Boot, 1974)
U 15 (Schiffskennung S 194) war ein deutsches U-Boot der Klasse 206 A. Es war beim 3. Ubootgeschwader der Bundesmarine in Eckernförde stationiert.

## Geschichte

### Bau
U 15 wurde 1974 bei der Bundesmarine beim 3. U-Bootgeschwader in Dienst gestellt. Von 27. November 1989 bis August 1991 wurde es bei Howaldtswerke-Deutsche Werft zur verbesserten Klasse 206 A umgebaut.

### Einsätze
Im Sommer 2005 lief U 15 aus Eckernförde aus, um an der NATO-Operation Active Endeavour teilzunehmen. Dazu operierte es im Mittelmeer. Nach 153 Tagen kehrte U 15 am 19. Dezember 2005 in seinen Heimathafen zurück. Damit unternahm das Boot eine der längsten Fahrten ohne Besatzungswechsel in der Geschichte der deutschen Marine nach 1945.

### Havarie
In der Nacht vom 26. auf den 27. Januar 2006 fuhr U 15 in der Ostsee an der Wasseroberfläche, als es an der Südseite der Eckernförder Bucht auf Grund lief. Erst nach sechs Stunden konnte das Boot mit Hilfe des Minenjagdboots Dillingen und des Marineschleppers Langeness aus Kiel freigeschleppt werden. Verletzt wurde niemand und es entstanden keine Umweltschäden.

### Verbleib
Am 14. Dezember 2010 wurde U 15 außer Dienst gestellt und lag bis 2022 im Marinearsenal in Wilhelmshaven (letzter Liegeplatz).
Das U-Boot sollte Mitte 2018 nach Maßnahmen zur Schadstoffbeseitigung sowie zur Demilitarisierung in das Technik-Museum Sinsheim überführt und dort ausgestellt werden. Letztendlich fiel die Entscheidung allerdings zugunsten von U 17 aus.

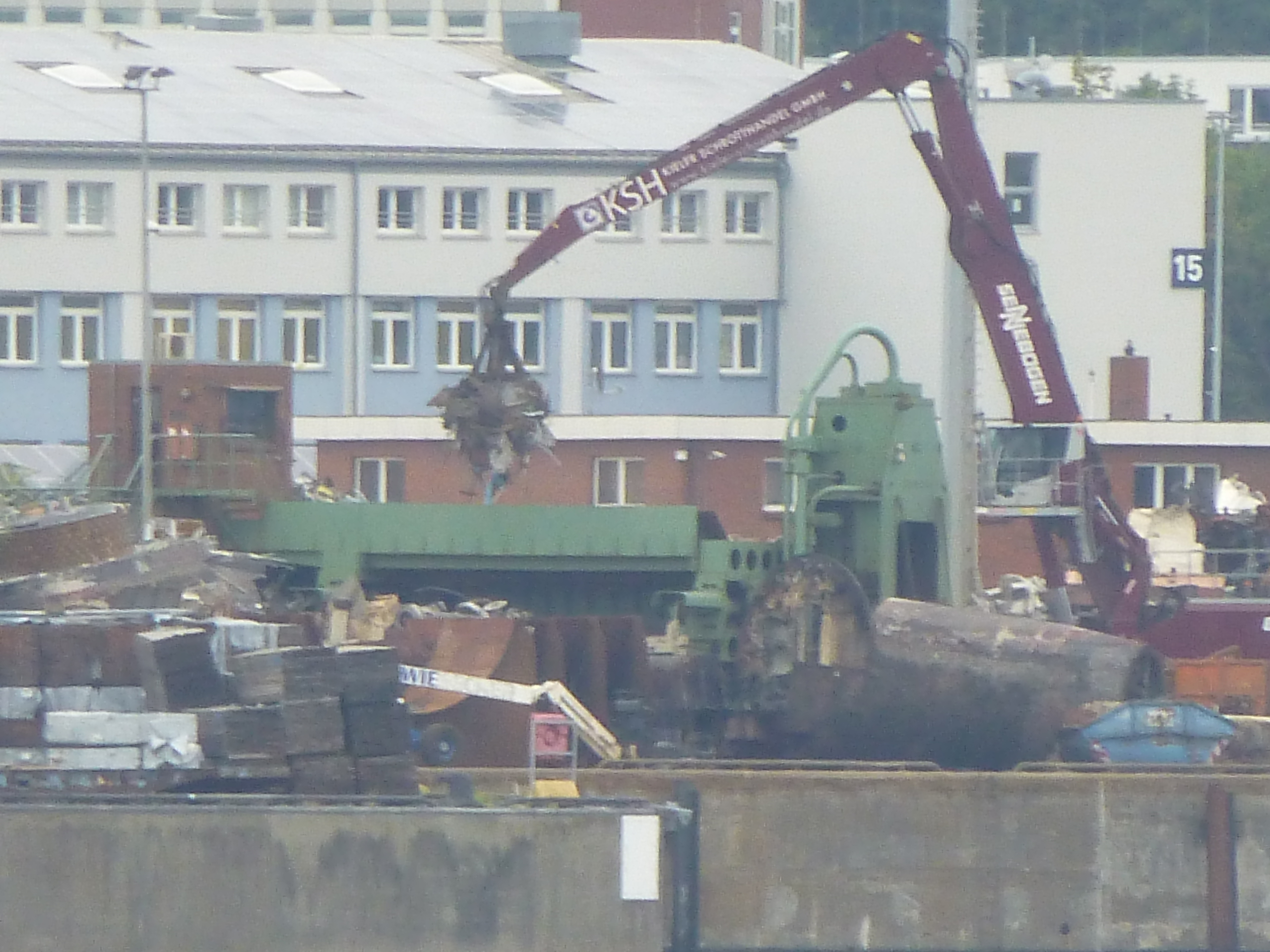
U 15 wird bei Kieler Schrotthandel zerlegt (2023)

Im Oktober 2022 stand es zusammen mit U 16 und U 18 zum Verkauf.
U 15 wurde im Sommer 2023 bei der Firma KSH Kieler Schrotthandel in der Schwentinemündung zerlegt. Der deutsche Uhrenhersteller Sinn Spezialuhren GmbH fertigte aus Teilen der Außenhülle der U 15 1000 gleichnamige Taucheruhren, die im Frühjahr 2025 in den Verkauf gelangten.

## Patenschaft
1974 übernahm die Stadt Leinfelden-Echterdingen die Patenschaft für das U-Boot.